# Aplomya atra
Aplomya atra là một loài ruồi trong họ Tachinidae.